# Geġam Harutyunyan
Geġam Harutyunyan (in armeno Գեղամ Հարությունյան?; Erevan, 23 agosto 1990) è un ex calciatore armeno, di ruolo attaccante.

## Palmarès

### Club

#### Competizioni nazionali
- Coppa d'Armenia: 1

Ganjasar: 2017-2018